# Monika Buczkowska
Monika Buczkowska (nacida el 5 de noviembre de 1992) es una soprano lírica polaca, radicada en Alemania en la Ópera de Fráncfort. Su repertorio, que va desde la ópera barroca a la música contemporánea, incluye especialmente papeles de Mozart como Susanna en Las bodas de Fígaro y Pamina en La flauta mágica.

## Carrera
Nacida en Środa Wielkopolska, Buczkowska estudió en la Academia de Música en Poznan con Barbara Mądrej-Bednarek, y se graduó en 2016. Debutó en el escenario en mayo de 2016 como Susanna en un proyecto estudiantil de Las bodas de Fígaro de Mozart en el Gran Teatro de Poznan dirigido por Przemysław Neumann.
Ganó el primer premio en el Festival Vocal Polaco Maria Stankowa en Olsztyn y el Premio Marta Eggerth & Jan Kiepura del Concurso Vocal Moniuszko. Fue miembro de la Academia de Ópera del Gran Teatro de Varsovia, donde fue entrenada por Eytan Pessen, Matthias Rexroth e Izabela Kłosińska.
Hizo su debut en Alemania en la Ópera de Fráncfort en 2019, como Lydie en Pénélope de Fauré, y se unió al conjunto la temporada siguiente. Allí interpretó el solo de soprano en una representación escénica del Stabat Mater de Pergolesi. Apareció en el Festival del Tirol en Erl, Austria, como Freia en El oro del Rin de Wagner y como Madeleine en Le Postillon de Lonjumeau de Adam.  Sus papeles de Mozart incluyen tanto a Zerlina como a Donna Anna en su Don Giovanni, y tanto a Papagena como a Pamina en La flauta mágica, Papagena en una producción dirigida por Barrie Kosky. Apareció como Donna Anna por primera vez en un festival de música en Nieborów y actuó como Eurydike en Orfeo en los infiernos de Offenbach con la Baltic State Opera en Gedańsk. Participó en una nueva producción de El ángel de fuego de Prokófiev en el Gran Teatro de Varsovia en una coproducción con el Festival de Aix-en-Provence, dirigida por Kazushi Ono. Interpretó el solo de soprano en Credo de Penderecki en Nagoya.
El 10 de marzo de 2022, fue soprano solista en la final de la Novena Sinfonía de Beethoven en un concierto benéfico en la Alte Oper de Frankfurt para Ucrania, con la hr-Sinfonieorchester dirigida por Juraj Valčuha.